# Epoch
Epoch es un telefilme de ciencia ficción estadounidense del 2001 dirigida por Matt Codd y con David Keith y Stephanie Niznik como protagonistas principales.

## Argumento
Un monolito de 800 metros de altura aparece de pronto desde el subsuelo de Bután. Se mantiene luego en el aire con una tecnología nunca vista y hace que los recién muertos en el lugar vuelvan otra vez a la vida. La población local lo llama el Torus. Tanto el gobierno estadounidense como chino están interesados en analizarlo por lo que es capaz de hacer, por lo que estallan tensiones entre ambos países. Para esa misión el gobierno estadounidense, a través del ASN y de su representante Allen Lysander, recluta a su mejor ingeniero Mason Rand y a la Dra. KC Czaban, que llegan por avión al lugar del objeto con una unidad del ejército y el equipo necesario para ello.
Al día siguiente de su llegada Mason Rand, que está enfermo de ELA, una enfermedad incurable, descubre pronto, que el Torus le ha curado de su enfermedad durante su estancia. Adicionalmente el análisis del objeto lleva a la conclusión, que el objeto tiene 4.000 millones de años de edad, existiendo así incluso antes de la creación de la vida en la Tierra. Estos descubrimientos llevan a la conclusión, que ese objeto puede manipular el ADN, lo que explicaría no sólo el fenómeno de los recién muertos, sino también muchos aspectos de la evolución de la Tierra, en las que hubo varios saltos inexplicables evolutivos. Se llega incluso a la conclusión, que también podría haber creado la vida en el planeta. Paralelamente los chinos empiezan llegar también al lugar, por lo que hay tensiones directas en el lugar del Torus.
Viéndolo como una amenaza, el gobierno estadounidense quiere destruirlo con una bomba atómica, mientras que el objeto mismo, en respuesta, empieza a cambiar la atmósfera para crear nueva vida, que espera que sea mejor, y destruir la antigua por esa actitud, mientras que el gobierno chino, preocupado por los acontecimientos, decide respaldar a los estadounidenses en sus intenciones. Rand y Czaban, sin embargo, están decididos a detener las intenciones del gobierno por respeto a que el Torus crease a la humanidad y se rebelan con la ayuda de Lysander y del capitán Tower, líder de la unidad del ejército. 
Consiguen llegar a la bomba y tratan de desactivarla. Sin embargo no pueden evitar que la bomba estalle. Habiéndose enamorado durante la misión y preparándose para morir, los dos se besan antes de que ocurra la explosión. Sin embargo el objeto se encarga que no ocurra. Absorbe la explosión e, impresionado por su actuación, detiene sus intenciones, pone la atmósfera otra vez a la normalidad y se va después al espacio convertido en un objeto moviente de energía.
4 meses más tarde Rand, que cuenta lo ocurrido públicamente, se entera, a través de Czaban, que está embarazada a pesar de estar ella estéril y que ha quedado embarazada de él. Sospechan que el objeto tuvo que ver con ello y expresan alegría por lo ocurrido.

## Reparto
- David Keith - Mason Rand
- Ryan O'Neal - Allen Lysander
- Stephanie Niznik - Dra. KC Czaban
- Brian Thompson - Capitán Tower
- Steve Bond - Coronel Tell
- James Avery - Dr. Solomon Holt
- Craig Wasson - Hudson
- Michael Cavanaugh - Williams